# I Kissed a Girl (Glee)
I Kissed a Girl (en español Besé a una chica») es el séptimo episodio de la tercera temporada de la serie de televisión Glee.El director Figgins quiere suspender a Santana, por haber abofeteado a Finn, pero Finn la encubre. Finn planea ayudar a Santana para que acepte su sexualidad. Rachel se preocupa por la campaña presidencial de Kurt. Finn une a Nuevas Direcciones y a The Troubletones para que ayuden a Santana. Beiste descubre que Sue y Cooter tienen una relación. Llega la hora de la votación. Santana y Finn se amigan. Figgins le anuncia a Kurt que ganó las elecciones porque había hecho trampa, por lo cual la nueva presidente es Brittany. Shelby no quiere estar con Puck y él se frustra. Santana le revela su secreto a su abuela. Puck le revela a Quinn que estuvo con Shelby. Burt se convierte en senador. Rachel confiesa que fue ella quien hizo trampa en las elecciones para que Kurt ganara, por lo que Figgins la suspende y le prohíbe participar en las Seleccionales.
El episodio recibió críticas negativas por parte de los críticos, la escena entre la Santana y su abuela fue elogiada.Las interpretacioness fueron bien recibidas, las interpretaciones en el episodio incluye la canción de Katy Perry  "I Kissed a Girl". Los seis números se lanzaron como sencillos en formato en descarga digital y cinco de ellos lograron posicionarse en el Billboard Hot 100.
La audiencia de "I Kissed a Girl" fue un total 7.90 de millones de espectadores estadounidenses y recibió una cuota de pantalla de 3.2/8 dentro de la franja demográfica de 18 a 49.La audiencia total aumentó desde el episodio anterior "Mash Off"

## Sinopsis

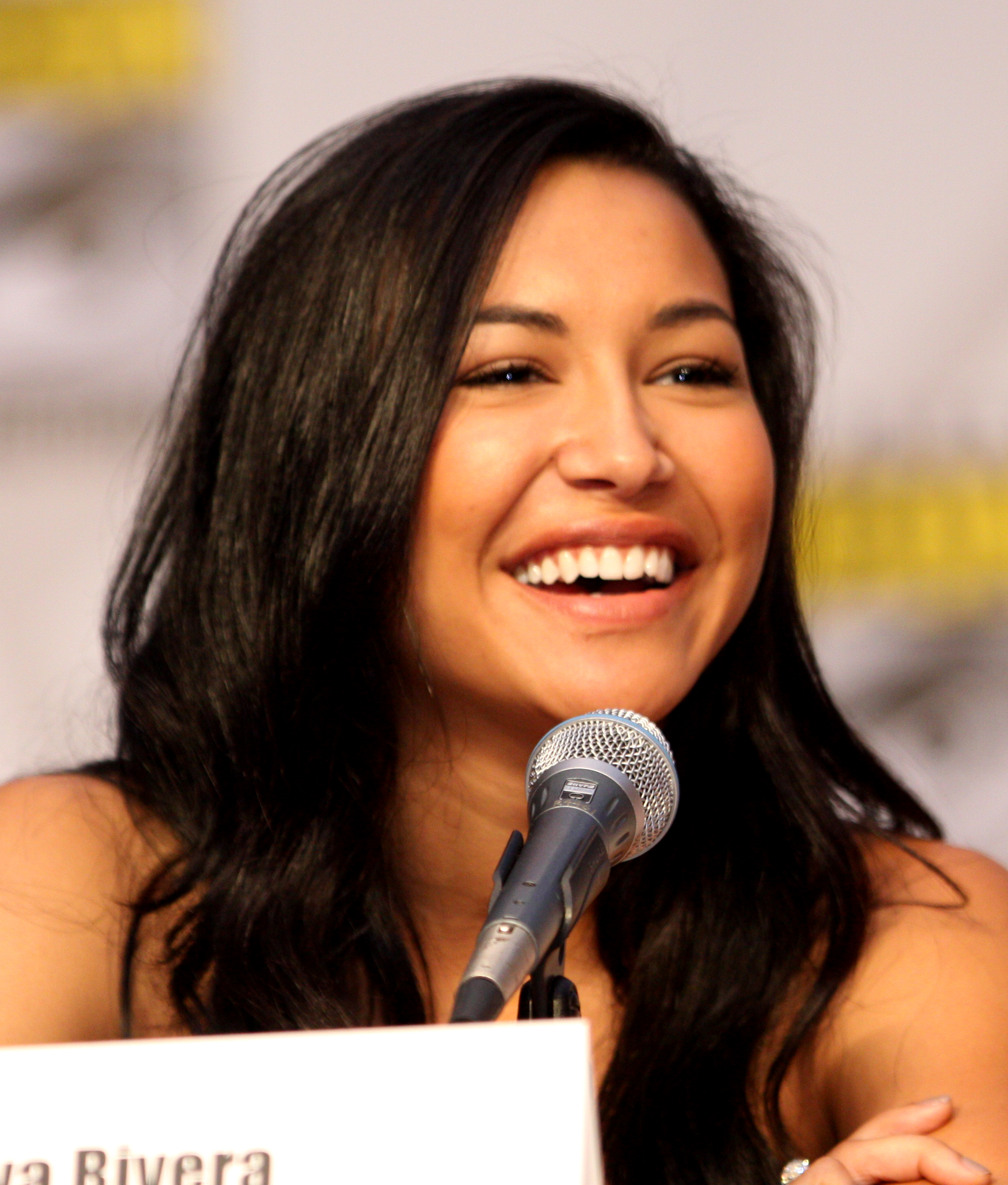
Santana (Naya Rivera, foto) le revela a su abuela que es lesbiana

Santana (Naya Rivera) está a punto de ser suspendido por golpear a Finn (Cory Monteith), pero él dice que no era más que una bofetada sobreactuada.A continuación, chantajea a Santana en tenerla en su coro en vez de que vaya a los Troubletones, para que puede mostrar cómo todos la apoyan.Kurt (Chris Colfer) y Blaine (Darren Criss) canta "Perfect" para ella, lo que la deja impresionado, pero la interpretación acústica de Finn, de "Girls Just Wanna Have Fun" es mejor recibidas.
Puck (Marck Salling) canta "I'm the Only One" para Santana, pero ofrece la mayor parte de la canción a una avergonzada Shelby (Idina Menzel) delante de una celosa Quinn (Dianna Agron).Quinn después intenta seducirlo, pero él se niega y la llama loca. Shelby llama a Puck para que le ayuda a su hija Beth que tiene una emergencia médica;los dos más tarde tienen relaciones sexuales, pero ella se arrepiente y le pide que se vaya. Enfurecido, Puck vuelve a Quinn, y ella revela su deseo de tener un segundo hijo con él. Puck se niega y trata de consolarla; le ofrece compartir un secreto importante si ella promete no revelárselo nadie.La búsqueda de Kurt para convertirse en presidente de la clase aparece saboteada el lee un discurso frente a toda la escuela;Rachel (Lea Michele) está pensando en completar las urnas para asegurar que él gana las elecciones. Sue (Jane Lynch) y su campaña al Congreso esta también en problemas: combatir las acusaciones de que es lesbiana, Sue decide iniciar una relación con un hombre, y opta por el ex de Cooter Menkins (Eric Bruskotter), que ha estado teniendo dificultades para relacionarse con Coach Beiste (Dot-Marie Jones), debido a sus sentimientos emocionalales.Beiste angustiada canta "Jolene", confesando su amor por Cooter y le dice a Sue que no va a renunciar por su amor.Sue pierde las elecciones del Congreso por Burt Hummel (Mike O'Malley).
Un atleta del colegio intenta seducir a Santana para "hacerla sentir normal".Los miembros femeninos de ambos clubes la defienden, y juntas cantan "I Kissed a Girl". Santana avisa a sus padres sobre su sexualidad y la aceptan, pero cuando ella le dice a su abuela, invita a Santana que salga de la casa y que no vuelva más, diciendo que es un pecado hablar de esas cosas.Kurt y su padre Burt son llamados para ver Figgins (Iqbal Theba), donde se revela que, aunque Kurt aparentemente ganó su elección por 190 votos, más votos emitidos que estudiantes. Kurt admite que contempla hacer trampa, pero esta vez decidió no hacerlo.Sin embargo, Kurt es descalificado y Britanny gana las elecciones. Kurt le dice a Finn y Rachel que él todavía está bajo sospecha, y después de que él se vaya, Rachel le admite a Finn que ella fue quien relleno las urnas porque quería ayudar a Kurt.
Para finalizar la semana, Santana canta "Constant Craving" junto con los clubes, Rachel llega y confiesa que fue ella la que cometió el fraude electoral: el incidente se destinará en su libreta de disciplina,y queda suspendida por una semana.

## Producción
El episodio fue escrito por Matthew Hodgson y dirigido por Tate Donovan.La filmación comenzó el 13 de octubre de 2011, mientras que los episodios "The First Time" y "Mash Off", respectivamente, salían al aire, aunque el quinto episodio terminó al día siguiente.  El último día de rodaje fue 1 de noviembre de 2011.
Los actores invitados que aparecen en el capítulo son Cooter Menkins (Bruskotter), Principal Figgins (Theba), Shelby Corcoran (Menzel) y Mrs. Hagberg (Mary Gillis), Burt Hummel (O'Malley), Coach Beiste (Jones), Becky Jackson (Lauren Potter), Jacob Ben Israel (Josh Sussman), Sugar Motta (Vanessa Lengies) y Rory Flanagan (Damian McGinty)

## Recepción
«I Kissed a Girl» fue transmitido el 29 de noviembre de 2011 en los Estados Unidos en FOX. Recibió una cuota en pantalla de 3.2/8 dentro de la franja demográfica de 18 a 49 y atrajo a 7.90 millones de espectadores estadounidenses durante su emisión inicial por encima de los 7.08 millones de espectadosres que atrajo en audiencia y una cuota en pantalla de 3.0/8 de cuota en pantalla de su anterior episodio "Mash Off" que fue transmitido el 15 de noviembre de 2011.
La audiencia también subió significativamente en el Reino Unido y Canadá."I Kissed a Girl" fue visto a través de la señal Sky 1 por 1.09 millones de espectadores un aumento del 21% comparado con "Mash Off" dos semanas antes, cuando generó 900,000 mil espectadores. En Canadá, 1,79 millones de espectadores vieron el episodio, que lo convirtió en el octavo programa más visto de la semana, hasta diez ranuras y el 9% de los 1,64 millones de espectadores que vieron "Mash Off" dos semanas antes.
En Australia, "I Kissed a Girl" fue emitido el 27 de enero de 2012. Fue el primer episodio nuevo, ya que "Mash Off" había emitido el 16 de noviembre de 2012, y estaba en un nuevo horario de viernes por la noche frente a las transmisiones programadas anteriormente miércoles. Fue visto por 575.000 espectadores, por encima del 15% desde el anterior episodio nuevo, que fue visto por 683.000 espectadores.

### Respuesta crítica
«I Kissed a Girl» recibió críticas mixtas por parte de los medios gráficos. Rae Votta de Billboard comento "tropieza tanto como luce, con dos líneas argumentales-valorables de la estructura que tenga sentido, y dos que caen completamente planas". Erica Futterman de Rolling Stone declaró que "mientras que hubo momentos en la trama sin duda importantes, faltaba una profundidad emocional"  dijo que si bien no era un mal episodio, fue "un poco aburrido" y  "provoca un deseo simple". Crystal Bell de AOLTV comentó que fue "lo peor" y "me hizo dejar de preocupar acerca de estos personajes". VanDerWerff de The A.V. Club escribió "un conjunto actoral con dificultad ", y le dio al episodio una calificación "D-". Bobby Hankinson de The Houston Chronicle veía al episodio más favorable, sin embargo, sostuvo que si bien no alcanzó el nivel de los dos anteriores, fue una "excursión bastante fuerte a pesar de ello".
Lesley Goldberg de The Hollywood Reporter dijo que la escena en la que Santana está con su abuela comento: "momento de gran alcance y Rivera entregada de una manera igual a Chris Colfer en la escenas de Mike O'Malley donde Kurt decide revelar su homosexualidad". Bell también felicitó a la secuencia, aunque criticó la siguiente escena por mostrar "una feliz,y sonriente Santana", sin más explicaciones, y Canning y Kubicek también estaban descontentos con su cambio brusco de humor, como si nada hubiera pasado  VanDerWerff aunque llama la escena salir del closet "un momento en el que se juega con una especie de refuerzo de honestidad y empatía en movimiento" por lo que Santana estaba pasando, afirmó que la "la trama de Santana ha sido una de las mejores cosas de la mitad posterior de la segunda temporada y esta mitad en adelante de la tercera temporada, y las escenas que deberían ser emocionales se están produciendo en nuestra imaginación", como cuando sale con sus padres".
Goldberg llamó "una oportunidad perdida" el hecho de que Finn no sufrió consecuencias para su salida de Santana. Bell, sin embargo, pensó que su narración Santana que "se preocupa por ella y que no quiere ella para mantener sus sentimientos hacia las mujeres" además era "una de las escenas más conmovedoras de la serie ", aunque Kubicek caracteriza declaración de Finn que se preocupaba por ella, porque Santana", fue su primera vez. Kevin P. Sullivan de MTV ridiculizó la interpretación de "I Kissed a Girl" cuando la "comprensión fue pobre", VanDerWerff se preguntó por qué Santana estaba tan feliz durante la canción, ya que ella acababa de experimentar "la clase de fanatismo indignante que tendrá que soportar por el resto de su vida".
Un comportamiento cada vez extraño de Quinn fue comentado por varios revisores. Chaney escribió que ella estaba actuando "de manera irracional que no tiene ninguna conexión con la realidad" y Bell se preguntó si el cocreador de Murphy fue "tratando de convertirla en el personaje más odiado de Glee de todos los tiempo". Amy Lee de Los Angeles Time aunque señaló que "el personaje de Quinn solo se pone más raro y más raro", escribió que Puck hace bien:"Quinn es la más loca, el personaje más ensimismado en el programa", pero "tiene una capacidad de recuperación que pueden llevarla lejos en la vida" y necesita una "buena dosis de autoestima". VanDerWerff estaba satisfecho inicialmente que el show "reconoció que todas sus acciones son impulsadas por una necesidad profunda, aspirando a ser amado" y que "Puck con cuidado le dijo que era mejor que eso, que ella podría pelear de nuevo", pero "aunque se convirtió en algo sin sentido en el drama de Shelby/Puck/Quinn.Horroriza"." Críticos como Kubicek fueron aún más mordaz acerca de Shelby y la historia con Puck que llevó a la pareja a tener relaciones sexuales durante el episodio: "El argumento más tonto que han hecho en Glee se hace incluso más tonto". Sullivan lo llamó "la trama más polémico de la temporada", y Bell preguntó: "En lugar de estas escenas súper espeluznante entre Puck y Shelby, ¿podríamos conseguir más tiempo en escena para Shelby y Rachel?".
Votta fue uno de varios revisores que arremetió contra el programa de "otro triángulo amoroso de adulto", el cual involucró a la Coach Beiste, Sue, y Menkins Cooter. Bell llamó la escena en la que Beiste "confiesa su amor por Cooter" una "escena simplemente dulce que solo se arruinó por la presencia del mal humor de Sue", y la decisión de Sue para ir enseguida con Cooter la definió también como un "complot loco".

## Música

### Comercialización
Cinco de seis canciones fueron lanzados como sencillos debutando en el Billboard Hot 100: "Perfect" alcanzó el puesto #17 "Girls Just Want to Have Fun" logró la posición número #19,"I Kissed a Girl" trepó el puesto  "I'm the Only One" #86,"Constant Craving" alcanzó el puesto #19 Los tres primeros sencillos también lograron entrar en el Billboard Canadian Hot 100: "Perfect" en el puesto #71, "Girls Just Want to Have Fun" en el puesto #75 y "I Kissed a Girl" en el puesto #86."Jolene" es la única canción que no figuró en ninguna de las listas gráficas 
"Girls Just Want to Have Fun" y "Constant Craving" aparecen en la banda sonora Glee: The Music, Volume 7. Tres canciones adicionales del episodio fueron incluidos en los cinco bonus tracks disponibles en la versión Target.